# Arrondissement de Rome
L'arrondissement de Rome est une ancienne subdivision administrative française du département de Rome créée le 15 juillet 1809 dans le cadre de la nouvelle organisation administrative mise en place par Napoléon Ier en Italie et supprimée le 11 avril 1814, après la chute de l'Empire.

## Composition
Comme Paris, Rome était divisée en arrondissements.